# El Puente
El Puente est un site archéologique maya situé dans le Département de Copán, au Honduras.

## Histoire
Le site a été cartographié par Jens Yde en 1935.

## Situation géographique
El Puente se trouve à l'ouest du Honduras, à une dizaine de kilomètres de la frontière guatémaltèque. La ville de La Entrada est située à 11 km au sud du site.

## Structures
El Puente s'étend sur 2 km2 et regroupe 210 structures, 9 d'entre elles ont été complètement restaurées. La pyramide principale du site s'élève à 12 m.
Plusieurs parties du site ont été endommagées par l'agriculture et par des pillages.